# Самець-Річка
Самець-Річка — річка в Україні, у межах Гайсинського району Вінницької області. Ліва притока Собу (басейн Південного Бугу). 
Тече через село Семирічка. Впадає у Соб за 38 км від гирла. Довжина — 6 км, площа басейну - 19,2 км².